# Durnes
Durnes è un comune francese di 198 abitanti situato nel dipartimento del Doubs nella regione della Borgogna-Franca Contea.

## Storia

### Simboli
Lo stemma comunale è stato adottato il 5 aprile 2024.
Il leone d'oro su fondo rosso è il blasone della famiglia Dornay, signori proprietari del castello di Durnes nell'XI secolo; il cavallo è attributo di sant'Ippolito, titolare della parrocchia in località la Barèche; la quercia rappresenta la foresta di Durnes che copre oltre la metà della superficie del comune. 

## Società

### Evoluzione demografica
Abitanti censiti